# 语录
语录是一種文學體裁，是把特定人物說的話紀錄成書，一般不會附上任何關於背景的解說。名言汇集本如：维基语录也是語錄的一種，也包括是指一些政权特别收集出版的某一政客的一些名言成书。
由於語錄一般只記錄話語，所以讀者未必知道當時的語境，不同人對同一句話的解讀常會產生歧義。例如：《論語·陽貨》的「唯女子與小人難養也，近之則不遜，遠之則怨」，「女子」是指所有女性還是特定人物（例如：南子）就有不同說法。
語錄體常用於哲學或宗教典籍，例如：中國先秦諸子、佛教、道教典籍，古希臘哲學著作等。

## 語錄的例子
- 《論語》
- 《菜根譚》
- 《太平經》
- 《臨濟錄》
- 《毛語錄》
- 《六祖壇經》
- 《維基語錄》

## 外部連結
- 一頁語錄（页面存档备份，存于）
- 人生语录大全